# 22582 Patmiller
22582 Patmiller è un asteroide della fascia principale. Scoperto nel 1998, presenta un'orbita caratterizzata da un semiasse maggiore pari a 2,4051560 UA e da un'eccentricità di 0,1846033, inclinata di 3,81778° rispetto all'eclittica.